# Tine De Caigny
Tine De Caigny (Beveren, 9 giugno 1997) è una calciatrice belga, centrocampista dell'Anderlecht e della nazionale belga.

## Carriera

### Club
Tine De Caigny ha iniziato a giocare nelle squadre giovanili del KSK Beveren prima e dell'Herleving Vrasene dopo. Nel 2013 è passata al Club Bruges, esordendo nella BeNe League, competizione mista belga-olandese. Ha giocato col Club Bruges per due stagioni di fila, per poi trasferirsi al Lierse per la stagione 2015-2016. Con la maglia giallonera a scacchi del Lierse De Caigny ha esordito nella stagione inaugurale della Super League, la massima serie del campionato belga, conclusa dalla squadra di Lier al secondo posto. De Caigny si è messa in evidenza nel corso del campionato, in particolare nella vittoria per 0-7 in casa dell'OH Lovanio, nella quale ha realizzato quattro reti. Col Lierse ha vinto la Coppa del Belgio. A fine stagione è stata premiata come migliore promessa del campionato belga.
Nel luglio 2016 ha partecipato assieme alla connazionale Justien Odeurs ad una serie di allenamenti di prova con la squadra tedesca dello Jena, giocando anche nell'amichevole contro la nazionale vietnamita. Il 2 agosto successivo ha, invece, firmato un accordo con la società norvegese del Vålerenga, con la quale ha disputato sei partite e realizzato una rete nel campionato di Toppserien.
Nel dicembre 2016 è tornata in Belgio, firmando un contratto con l'Anderlecht. Con la maglia dell'Anderlecht ha vinto il campionato di Super League belga per tre stagioni consecutive, dal 2017 al 2020. Sempre con l'Anderlecht ha esordito in una competizione internazionale per club, la UEFA Women's Champions League, giocando le tre partite della fase di qualificazione dell'edizione 2018-2019, segnando cinque reti nella partita vinta 10-0 contro le georgiane del Martve. Nella stagione successiva ha realizzato contro il PAOK una tripletta nella prima partita della fase di qualificazione della Champions League. Grazie alle reti realizzate per l'Anderlecht e per la nazionale belga, De Caigny ha vinto il 13 gennaio 2021 la quinta edizione della Scarpa d'oro belga come migliore calciatrice belga del 2020.
Il 2 marzo 2021 ha annunciato di aver firmato un contratto biennale con la società tedesca dell'Hoffenheim per la stagione 2021-2022.
Esauriti i termini del contratto, nell'estate 2023 De Caigny si trasferisce nuovamente all'Anderlecht

### Nazionale
Tine De Caigny ha fatto parte delle selezioni giovanili del Belgio, giocando dodici partite con la selezione Under-17 e quattordici con la selezione Under-19, scendendo in campo nelle partite di qualificazione alle fasi finali dei campionati europei di categoria.
De Caigny è stata convocata per la prima volta da Ives Serneels, selezionatore della nazionale del Belgio, nel febbraio 2014, ancora sedicenne, facendo l'esordio nella nazionale maggiore nell'amichevole vinta contro la Polonia. Nel settembre successivo ha realizzato le sue prime due reti in nazionale nell'incontro valido per le qualificazioni al campionato mondiale 2015, vinto per 11-0 sulla Grecia. È stata poi inserita nella squadra che ha preso parte alla Cyprus Cup 2015, giocando tre partite, inclusa la finale persa ai tiri di rigore contro la Corea del Sud.
Nell'anno successivo è stata convocata per l'Algarve Cup 2016, giocando tre partite, inclusa la finale per il quinto posto vinta dal Belgio per 5-0 sulla Russia. Nel biennio 2015-2016 è stata regolarmente convocata per le partite valide per le qualificazioni al campionato europeo 2017, concluse dal Belgio al secondo posto posto nel girone 7 e conseguente accesso alla fase finale; nel corso delle qualificazioni De Caigny ha realizzato tre reti, delle quali due nella vittoria casalinga per 6-0 sull'Estonia. Dopo aver preso parte alla Cyprus Cup 2017 e alle amichevoli successive, è stata inserita da Serneels nella rosa della nazionale belga che ha partecipato alla fase finale del campionato europeo 2017, organizzato nei vicini Paesi Bassi. De Caigny è scesa in campo in tutte e tre le partite giocate dalle red flames nel girone A, concluso con le sconfitte contro Danimarca e Paesi Bassi e la vittoria sulla Norvegia, non sufficiente al Belgio per passare alla fase a eliminazione diretta.
Il 19 settembre 2017 ha giocato e realizzato una rete nella partita vinta per 12-0 dal Belgio sulla Moldavia, valida per le qualificazioni al campionato mondiale 2019, e che ha rappresentato la vittoria più larga della nazionale belga fino ad allora ottenuta. Nonostante una sua rete nella partita di ritorno della semifinale dei play-off, il Belgio è stato eliminato dalla Svizzera, mancando la qualificazione alla fase finale del campionato mondiale.
Il 12 novembre 2019 De Caigny ha realizzato cinque reti nella vittoria casalinga per 6-0 del Belgio sulla Lituania, valida per le qualificazioni al campionato europeo 2022. Nella seconda sfida alla Lituania, il 27 ottobre 2020, le red flames hanno vinto per 0-9 in trasferta e De Caigny ha realizzato una tripletta. Un mese dopo con la doppietta realizzata contro la Svizzera ha raggiunto quota 12 come reti segnate nel girone di qualificazione, risultandone la migliore marcatrice, e contribuendo al primo posto col quale il Belgio si è qualificato alla fase finale del campionato europeo 2022.

## Statistiche

### Presenze e reti nei club
Statistiche aggiornate al 11 luglio 2024.
| Stagione           | Squadra            | Campionato         | Campionato | Campionato | Coppe nazionali | Coppe nazionali | Coppe nazionali | Coppe internazionali | Coppe internazionali | Coppe internazionali | Altre coppe | Altre coppe | Altre coppe | Totale | Totale |
| Stagione           | Squadra            | Comp               | Pres       | Reti       | Comp            | Pres            | Reti            | Comp                 | Pres                 | Reti                 | Comp        | Pres        | Reti        | Pres   | Reti   |
| ------------------ | ------------------ | ------------------ | ---------- | ---------- | --------------- | --------------- | --------------- | -------------------- | -------------------- | -------------------- | ----------- | ----------- | ----------- | ------ | ------ |
| 2013-2014          | Club Bruges        | BeNe               | 24         | 0          | CB              | ?               | ?               | -                    | -                    | -                    | -           | -           | -           | 24+    | 0+     |
| 2014-2015          | Club Bruges        | BeNe               | 21         | 1          | CB              | ?               | ?               | -                    | -                    | -                    | -           | -           | -           | 21+    | 1+     |
| Totale Club Bruges | Totale Club Bruges | Totale Club Bruges | 45         | 1          | -               | ?               | ?               | -                    | -                    | -                    | -           | -           | -           | 45+    | 1+     |
| 2015-2016          | Lierse             | SL                 | ?          | ?          | CB              | ?               | ?               | -                    | -                    | -                    | -           | -           | -           | ?      | ?      |
| ago.-dic. 2016     | Vålerenga          | TS                 | 6          | 1          | CN              | 0               | 0               | -                    | -                    | -                    | -           | -           | -           | 6      | 1      |
| gen.-giu. 2017     | Anderlecht         | SL                 | ?          | ?          | CB              | ?               | ?               | -                    | -                    | -                    | -           | -           | -           | ?      | ?      |
| 2017-2018          | Anderlecht         | SL                 | ?          | ?          | CB              | ?               | ?               | -                    | -                    | -                    | -           | -           | -           | ?      | ?      |
| 2018-2019          | Anderlecht         | SL                 | ?          | ?          | CB              | ?               | ?               | UWCL                 | 3                    | 5                    | -           | -           | -           | 3+     | 5+     |
| 2019-2020          | Anderlecht         | SL                 | ?          | ?          | CB              | ?               | ?               | UWCL                 | 5                    | 3                    | -           | -           | -           | 5+     | 3+     |
| 2020-2021          | Anderlecht         | SL                 | ?          | ?          | CB              | ?               | ?               | UWCL                 | 2                    | 2                    | -           | -           | -           | 2+     | 2+     |
| Totale Anderlecht  | Totale Anderlecht  | Totale Anderlecht  | ?          | ?          | -               | ?               | ?               | -                    | 10                   | 10                   | -           | -           | -           | 10+    | 10+    |
| 2021-2022          | Hoffenheim         | FB                 | 21         | 5          | CG              | 2               | 1               | UWCL                 | 10                   | 3                    | -           | -           | -           | 33     | 9      |
| 2022-2023          | Hoffenheim         | FB                 | 15         | 1          | CG              | 2               | 0               | -                    | -                    | -                    | -           | -           | -           | 17     | 1      |
| Totale Hoffenheim  | Totale Hoffenheim  | Totale Hoffenheim  | 36         | 6          | -               | 4               | 1               | -                    | 10                   | 3                    | -           | -           | -           | 50     | 10     |
| 2023-2024          | Anderlecht         | SL                 | ?          | ?          | CB              | ?               | ?               | UWCL                 | 2                    | 1                    | -           | -           | -           | 2+     | 1+     |
| Totale carriera    | Totale carriera    | Totale carriera    | 87+        | 8+         | -               | 4+              | 1+              | -                    | 22                   | 14                   | -           | -           | -           | 113+   | 23+    |

### Cronologia presenze e reti in nazionale
| Cronologia completa delle presenze e delle reti in nazionale ― Belgio | Cronologia completa delle presenze e delle reti in nazionale ― Belgio | Cronologia completa delle presenze e delle reti in nazionale ― Belgio | Cronologia completa delle presenze e delle reti in nazionale ― Belgio | Cronologia completa delle presenze e delle reti in nazionale ― Belgio | Cronologia completa delle presenze e delle reti in nazionale ― Belgio | Cronologia completa delle presenze e delle reti in nazionale ― Belgio | Cronologia completa delle presenze e delle reti in nazionale ― Belgio |
| Data                                                                  | Città                                                                 | In casa                                                               | Risultato                                                             | Ospiti                                                                | Competizione                                                          | Reti                                                                  | Note                                                                  |
| --------------------------------------------------------------------- | --------------------------------------------------------------------- | --------------------------------------------------------------------- | --------------------------------------------------------------------- | --------------------------------------------------------------------- | --------------------------------------------------------------------- | --------------------------------------------------------------------- | --------------------------------------------------------------------- |
| 8-2-2014                                                              | Oostakker                                                             | Belgio                                                                | 1 – 0                                                                 | Polonia                                                               | Amichevole                                                            | -                                                                     | 64’                                                                   |
| 13-9-2014                                                             | Lovanio                                                               | Belgio                                                                | 11 – 0                                                                | Grecia                                                                | Qual. Mondiali 2015                                                   | 2                                                                     |                                                                       |
| 17-9-2014                                                             | Abrantes                                                              | Portogallo                                                            | 0 – 1                                                                 | Belgio                                                                | Qual. Mondiali 2015                                                   | -                                                                     |                                                                       |
| 22-9-2014                                                             | Sosnowiec                                                             | Polonia                                                               | 1 – 4                                                                 | Belgio                                                                | Amichevole                                                            | 1                                                                     | 83’                                                                   |
| 11-2-2015                                                             | San Pedro del Pinatar                                                 | Spagna                                                                | 2 – 1                                                                 | Belgio                                                                | Amichevole                                                            | -                                                                     |                                                                       |
| 4-3-2015                                                              | Paralimni                                                             | Rep. Ceca                                                             | 2 – 2                                                                 | Belgio                                                                | Cyprus Cup 2015                                                       | -                                                                     |                                                                       |
| 9-3-2015                                                              | Paralimni                                                             | Messico                                                               | 0 – 0                                                                 | Belgio                                                                | Cyprus Cup 2015                                                       | -                                                                     |                                                                       |
| 11-3-2015                                                             | Paralimni                                                             | Corea del Sud                                                         | 1 – 1 (5 - 3 dtr)                                                     | Belgio                                                                | Cyprus Cup 2015 - Finale 11º posto                                    | -                                                                     |                                                                       |
| 23-5-2015                                                             | Sint-Truiden                                                          | Belgio                                                                | 3 – 2                                                                 | Norvegia                                                              | Amichevole                                                            | -                                                                     | 76’                                                                   |
| 16-9-2015                                                             | Tubize                                                                | Belgio                                                                | 5 – 0                                                                 | Polonia                                                               | Amichevole                                                            | 1                                                                     | 55’                                                                   |
| 22-9-2015                                                             | Lovanio                                                               | Belgio                                                                | 6 – 0                                                                 | Bosnia ed Erzegovina                                                  | Qual. Euro 2017                                                       | -                                                                     |                                                                       |
| 30-11-2015                                                            | Lovanio                                                               | Belgio                                                                | 1 – 1                                                                 | Serbia                                                                | Qual. Euro 2017                                                       | -                                                                     |                                                                       |
| 2-3-2016                                                              | Lagos                                                                 | Islanda                                                               | 2 – 1                                                                 | Belgio                                                                | Algarve Cup 2016                                                      | -                                                                     | 72’                                                                   |
| 7-3-2016                                                              | Albufeira                                                             | Danimarca                                                             | 1 – 2                                                                 | Belgio                                                                | Algarve Cup 2016                                                      | -                                                                     | 88’                                                                   |
| 9-3-2016                                                              | Vila Real de Santo António                                            | Belgio                                                                | 5 – 0                                                                 | Russia                                                                | Algarve Cup 2016 - Finale 5º posto                                    | -                                                                     | 71’                                                                   |
| 8-4-2016                                                              | Rotherham                                                             | Inghilterra                                                           | 1 – 1                                                                 | Belgio                                                                | Qual. Euro 2017                                                       | -                                                                     | 90’                                                                   |
| 12-4-2016                                                             | Lovanio                                                               | Belgio                                                                | 6 – 0                                                                 | Estonia                                                               | Qual. Euro 2017                                                       | 2                                                                     |                                                                       |
| 15-9-2016                                                             | Stara Pazova                                                          | Serbia                                                                | 1 – 3                                                                 | Belgio                                                                | Qual. Euro 2017                                                       | 1                                                                     | 90’                                                                   |
| 20-9-2016                                                             | Lovanio                                                               | Belgio                                                                | 0 – 2                                                                 | Inghilterra                                                           | Qual. Euro 2017                                                       | -                                                                     |                                                                       |
| 20-10-2016                                                            | Tubize                                                                | Belgio                                                                | 3 – 0                                                                 | Russia                                                                | Amichevole                                                            | -                                                                     |                                                                       |
| 19-1-2017                                                             | Clairefontaine-en-Yvelines                                            | Francia                                                               | 1 – 2                                                                 | Belgio                                                                | Amichevole                                                            | -                                                                     | squadre B                                                             |
| 1-3-2017                                                              | Larnaca                                                               | Belgio                                                                | 2 – 2                                                                 | Svizzera                                                              | Cyprus Cup 2017                                                       | -                                                                     |                                                                       |
| 6-3-2017                                                              | Nicosia                                                               | Corea del Nord                                                        | 4 – 1                                                                 | Belgio                                                                | Cyprus Cup 2017                                                       | -                                                                     | 57’                                                                   |
| 8-3-2017                                                              | Larnaca                                                               | Belgio                                                                | 1 – 1 (3 - 2 dtr)                                                     | Austria                                                               | Cyprus Cup 2017 - Finale 7º posto                                     | -                                                                     | 70’                                                                   |
| 8-4-2017                                                              | Eupen                                                                 | Belgio                                                                | 1 – 4                                                                 | Spagna                                                                | Amichevole                                                            | -                                                                     | 61’                                                                   |
| 11-4-2017                                                             | Lovanio                                                               | Belgio                                                                | 5 – 0                                                                 | Scozia                                                                | Amichevole                                                            | -                                                                     | 90’                                                                   |
| 13-6-2017                                                             | Lovanio                                                               | Belgio                                                                | 1 – 1                                                                 | Giappone                                                              | Amichevole                                                            | -                                                                     | 90’                                                                   |
| 30-6-2017                                                             | Murcia                                                                | Spagna                                                                | 7 – 0                                                                 | Belgio                                                                | Amichevole                                                            | -                                                                     | 46’                                                                   |
| 7-7-2017                                                              | Montpellier                                                           | Francia                                                               | 2 – 0                                                                 | Belgio                                                                | Amichevole                                                            | -                                                                     |                                                                       |
| 11-7-2017                                                             | Denderleeuw                                                           | Belgio                                                                | 2 – 0                                                                 | Russia                                                                | Amichevole                                                            | -                                                                     | 81’                                                                   |
| 16-7-2017                                                             | Doetinchem                                                            | Danimarca                                                             | 1 – 0                                                                 | Belgio                                                                | Euro 2017 - Fase a gironi                                             | -                                                                     |                                                                       |
| 20-7-2017                                                             | Breda                                                                 | Norvegia                                                              | 0 – 2                                                                 | Belgio                                                                | Euro 2017 - Fase a gironi                                             | -                                                                     |                                                                       |
| 24-7-2017                                                             | Tilburg                                                               | Belgio                                                                | 1 – 2                                                                 | Paesi Bassi                                                           | Euro 2017 - Fase a gironi                                             | -                                                                     |                                                                       |
| 19-9-2017                                                             | Lovanio                                                               | Belgio                                                                | 12 – 0                                                                | Moldavia                                                              | Qual. Mondiali 2019                                                   | 1                                                                     | 76’                                                                   |
| 20-10-2017                                                            | Lovanio                                                               | Belgio                                                                | 3 – 2                                                                 | Romania                                                               | Qual. Mondiali 2019                                                   | -                                                                     |                                                                       |
| 24-10-2017                                                            | Penafiel                                                              | Portogallo                                                            | 0 – 1                                                                 | Belgio                                                                | Qual. Mondiali 2019                                                   | 1                                                                     |                                                                       |
| 28-2-2018                                                             | Larnaca                                                               | Belgio                                                                | 1 – 2                                                                 | Rep. Ceca                                                             | Cyprus Cup 2018                                                       | 1                                                                     | 67’                                                                   |
| 6-4-2018                                                              | Lovanio                                                               | Belgio                                                                | 1 – 1                                                                 | Portogallo                                                            | Qual. Mondiali 2019                                                   | 1                                                                     |                                                                       |
| 10-4-2018                                                             | Ferrara                                                               | Italia                                                                | 2 – 1                                                                 | Belgio                                                                | Qual. Mondiali 2019                                                   | -                                                                     |                                                                       |
| 31-8-2018                                                             | Botoșani                                                              | Romania                                                               | 0 – 1                                                                 | Belgio                                                                | Qual. Mondiali 2019                                                   | -                                                                     | 64’                                                                   |
| 4-9-2018                                                              | Lovanio                                                               | Belgio                                                                | 2 – 1                                                                 | Italia                                                                | Qual. Mondiali 2019                                                   | -                                                                     |                                                                       |
| 5-10-2018                                                             | Lovanio                                                               | Belgio                                                                | 2 – 2                                                                 | Svizzera                                                              | Qual. Mondiali 2019 - Play-off                                        | -                                                                     |                                                                       |
| 9-10-2018                                                             | Bienne                                                                | Svizzera                                                              | 1 – 1                                                                 | Belgio                                                                | Qual. Mondiali 2019 - Play-off                                        | 1                                                                     |                                                                       |
| 17-1-2019                                                             | Cartagena                                                             | Spagna                                                                | 1 – 1                                                                 | Belgio                                                                | Amichevole                                                            | -                                                                     | 80’                                                                   |
| 20-1-2019                                                             | San Pedro del Pinatar                                                 | Belgio                                                                | 1 – 0                                                                 | Irlanda                                                               | Amichevole                                                            | -                                                                     | 83’                                                                   |
| 8-4-2019                                                              | Los Angeles                                                           | Stati Uniti                                                           | 6 – 0                                                                 | Belgio                                                                | Amichevole                                                            | -                                                                     | 80’                                                                   |
| 29-8-2019                                                             | Lovanio                                                               | Belgio                                                                | 3 – 3                                                                 | Inghilterra                                                           | Amichevole                                                            | -                                                                     |                                                                       |
| 3-9-2019                                                              | Lovanio                                                               | Belgio                                                                | 6 – 1                                                                 | Croazia                                                               | Qual. Euro 2022                                                       | 1                                                                     |                                                                       |
| 8-10-2019                                                             | Cluj-Napoca                                                           | Romania                                                               | 0 – 1                                                                 | Belgio                                                                | Qual. Euro 2022                                                       | -                                                                     |                                                                       |
| 8-11-2019                                                             | Zaprešić                                                              | Croazia                                                               | 1 – 4                                                                 | Belgio                                                                | Qual. Euro 2022                                                       | 1                                                                     | 90’                                                                   |
| 12-11-2019                                                            | Lovanio                                                               | Belgio                                                                | 6 – 0                                                                 | Lituania                                                              | Qual. Euro 2022                                                       | 5                                                                     |                                                                       |
| 4-3-2020                                                              | Parchal                                                               | Nuova Zelanda                                                         | 1 – 1 (7 - 6 dtr)                                                     | Belgio                                                                | Algarve Cup 2020 - Prima fase                                         | -                                                                     |                                                                       |
| 7-3-2020                                                              | Parchal                                                               | Belgio                                                                | 1 – 1                                                                 | Portogallo                                                            | Algarve Cup 2020 - Seconda fase                                       | 1                                                                     | 66’                                                                   |
| 10-3-2020                                                             | Lagos                                                                 | Belgio                                                                | 0 – 4                                                                 | Danimarca                                                             | Algarve Cup 2020 - Finale 5º posto                                    | -                                                                     | 78’                                                                   |
| 22-9-2020                                                             | Thun                                                                  | Svizzera                                                              | 2 – 1                                                                 | Belgio                                                                | Qual. Euro 2022                                                       | -                                                                     | 65’                                                                   |
| 27-10-2020                                                            | Marijampolė                                                           | Lituania                                                              | 0 – 9                                                                 | Belgio                                                                | Qual. Euro 2022                                                       | 3                                                                     |                                                                       |
| 1-12-2020                                                             | Lovanio                                                               | Belgio                                                                | 4 – 0                                                                 | Svizzera                                                              | Qual. Euro 2022                                                       | 2                                                                     |                                                                       |
| 18-2-2021                                                             | Bruxelles                                                             | Belgio                                                                | 1 – 6                                                                 | Paesi Bassi                                                           | Amichevole                                                            | -                                                                     |                                                                       |
| 21-2-2021                                                             | Aquisgrana                                                            | Germania                                                              | 2 – 0                                                                 | Belgio                                                                | Amichevole                                                            | -                                                                     | 85’                                                                   |
| 8-4-2021                                                              | Bruxelles                                                             | Belgio                                                                | 0 – 2                                                                 | Norvegia                                                              | Amichevole                                                            | -                                                                     | 46’                                                                   |
| 11-4-2021                                                             | Bruxelles                                                             | Belgio                                                                | 1 – 0                                                                 | Irlanda                                                               | Amichevole                                                            | 1                                                                     |                                                                       |
| 17-9-2021                                                             | Danzica                                                               | Polonia                                                               | 1 – 1                                                                 | Belgio                                                                | Qual. Mondiali 2023                                                   | -                                                                     |                                                                       |
| 21-9-2021                                                             | Bruxelles                                                             | Belgio                                                                | 7 – 0                                                                 | Albania                                                               | Qual. Mondiali 2023                                                   | 2                                                                     |                                                                       |
| 21-10-2021                                                            | Lovanio                                                               | Belgio                                                                | 7 – 0                                                                 | Kosovo                                                                | Qual. Mondiali 2023                                                   | 1                                                                     |                                                                       |
| 26-10-2021                                                            | Oslo                                                                  | Norvegia                                                              | 4 – 0                                                                 | Belgio                                                                | Qual. Mondiali 2023                                                   | -                                                                     |                                                                       |
| 25-11-2021                                                            | Lovanio                                                               | Belgio                                                                | 19 – 0                                                                | Armenia                                                               | Qual. Mondiali 2023                                                   | 3                                                                     | 46’                                                                   |
| 30-11-2021                                                            | Lovanio                                                               | Belgio                                                                | 4 – 0                                                                 | Polonia                                                               | Qual. Mondiali 2023                                                   | 1                                                                     | 84’                                                                   |
| 16-2-2022                                                             | San Pedro del Pinatar                                                 | Slovacchia                                                            | 0 – 4                                                                 | Belgio                                                                | Pinatar Cup 2022                                                      | 1                                                                     |                                                                       |
| 19-2-2022                                                             | San Pedro del Pinatar                                                 | Galles                                                                | 0 – 0 (1 - 3 dtr)                                                     | Belgio                                                                | Pinatar Cup 2022                                                      | -                                                                     | 64’                                                                   |
| 22-2-2022                                                             | San Pedro del Pinatar                                                 | Belgio                                                                | 0 – 0 (7 - 6 dtr)                                                     | Russia                                                                | Pinatar Cup 2022                                                      | -                                                                     |                                                                       |
| 7-4-2022                                                              | Elbasan                                                               | Albania                                                               | 0 – 5                                                                 | Belgio                                                                | Qual. Mondiali 2023                                                   | 2                                                                     |                                                                       |
| 12-4-2022                                                             | Pristina                                                              | Kosovo                                                                | 1 – 6                                                                 | Belgio                                                                | Qual. Mondiali 2023                                                   | 1                                                                     | 61’                                                                   |
| 16-6-2022                                                             | Wolverhampton                                                         | Inghilterra                                                           | 3 – 0                                                                 | Belgio                                                                | Amichevole                                                            | -                                                                     |                                                                       |
| 23-6-2022                                                             | Lier                                                                  | Belgio                                                                | 4 – 1                                                                 | Irlanda del Nord                                                      | Amichevole                                                            | -                                                                     | 77’                                                                   |
| 26-6-2022                                                             | Lier                                                                  | Belgio                                                                | 0 – 1                                                                 | Austria                                                               | Amichevole                                                            | -                                                                     | 79’                                                                   |
| 10-7-2022                                                             | Manchester                                                            | Belgio                                                                | 1 – 1                                                                 | Islanda                                                               | Euro 2022 - Fase a gironi                                             | -                                                                     |                                                                       |
| 14-7-2022                                                             | Rotherham                                                             | Francia                                                               | 2 – 1                                                                 | Belgio                                                                | Euro 2022 - Fase a gironi                                             | -                                                                     |                                                                       |
| 18-7-2022                                                             | Manchester                                                            | Italia                                                                | 0 – 1                                                                 | Belgio                                                                | Euro 2022 - Fase a gironi                                             | 1                                                                     |                                                                       |
| 22-7-2022                                                             | Leigh                                                                 | Svezia                                                                | 1 – 0                                                                 | Belgio                                                                | Euro 2022 - Quarti di finale                                          | -                                                                     |                                                                       |
| 6-10-2022                                                             | Vizela                                                                | Portogallo                                                            | 2 – 1                                                                 | Belgio                                                                | Qual. Mondiali 2023 - Play-off                                        | -                                                                     | 90+2’                                                                 |
| 12-11-2022                                                            | Bruxelles                                                             | Belgio                                                                | 7 – 0                                                                 | Slovacchia                                                            | Amichevole                                                            | 1                                                                     | 66’                                                                   |
| 16-2-2023                                                             | Milton Keynes                                                         | Italia                                                                | 1 – 2                                                                 | Belgio                                                                | Arnold Clark Cup 2023                                                 | -                                                                     | 62’                                                                   |
| 19-2-2023                                                             | Coventry                                                              | Belgio                                                                | 2 – 1                                                                 | Corea del Sud                                                         | Arnold Clark Cup 2023                                                 | 1                                                                     | 62’                                                                   |
| 22-2-2023                                                             | Bristol                                                               | Inghilterra                                                           | 6 – 1                                                                 | Belgio                                                                | Arnold Clark Cup 2023                                                 | -                                                                     |                                                                       |
| 7-4-2023                                                              | Wiener Neustadt                                                       | Austria                                                               | 3 – 2                                                                 | Belgio                                                                | Amichevole                                                            | -                                                                     |                                                                       |
| 11-4-2023                                                             | Heverlee                                                              | Belgio                                                                | 2 – 2                                                                 | Slovenia                                                              | Amichevole                                                            | -                                                                     |                                                                       |
| 2-7-2023                                                              | Kerkrade                                                              | Paesi Bassi                                                           | 5 – 0                                                                 | Belgio                                                                | Amichevole                                                            | -                                                                     | 69’                                                                   |
| 22-9-2023                                                             | Heverlee                                                              | Belgio                                                                | 2 – 1                                                                 | Paesi Bassi                                                           | UEFA Women's Nations League 2023-2024 - Fase a gironi                 | -                                                                     |                                                                       |
| 26-09-2023                                                            | Glasgow                                                               | Scozia                                                                | 1 – 1                                                                 | Belgio                                                                | UEFA Women's Nations League 2023-2024 - Fase a gironi                 | -                                                                     |                                                                       |
| 27-10-2023                                                            | Leicester                                                             | Inghilterra                                                           | 1 – 0                                                                 | Belgio                                                                | UEFA Women's Nations League 2023-2024 - Fase a gironi                 | -                                                                     |                                                                       |
| 31-10-2023                                                            | Heverlee                                                              | Belgio                                                                | 3 – 2                                                                 | Inghilterra                                                           | UEFA Women's Nations League 2023-2024 - Fase a gironi                 | -                                                                     |                                                                       |
| 1-12-2023                                                             | Heverlee                                                              | Belgio                                                                | 1 – 1                                                                 | Scozia                                                                | UEFA Women's Nations League 2023-2024 - Fase a gironi                 | -                                                                     |                                                                       |
| 5-12-2023                                                             | Tilburg                                                               | Paesi Bassi                                                           | 4 – 0                                                                 | Belgio                                                                | UEFA Women's Nations League 2023-2024 - Fase a gironi                 | -                                                                     |                                                                       |
| 23-2-2024                                                             | Felcsút                                                               | Ungheria                                                              | 1 – 5                                                                 | Belgio                                                                | UEFA Women's Nations League 2023-2024 - Fase a gironi                 | -                                                                     |                                                                       |
| 27-2-2024                                                             | Heverlee                                                              | Belgio                                                                | 5 – 1                                                                 | Ungheria                                                              | UEFA Women's Nations League 2023-2024 - Fase a gironi                 | -                                                                     |                                                                       |
| 5-4-2024                                                              | Heverlee                                                              | Belgio                                                                | 0 – 7                                                                 | Spagna                                                                | Qual. Euro 2025                                                       | -                                                                     |                                                                       |
| 9-4-2024                                                              | Viborg                                                                | Danimarca                                                             | 4 – 2                                                                 | Belgio                                                                | Qual. Euro 2025                                                       | -                                                                     |                                                                       |
| 31-5-2024                                                             | Praga                                                                 | Rep. Ceca                                                             | 1 – 2                                                                 | Belgio                                                                | Qual. Euro 2025                                                       | 1                                                                     | 35’                                                                   |
| 4-6-2024                                                              | Sint-Truiden                                                          | Belgio                                                                | 1 – 1                                                                 | Rep. Ceca                                                             | Qual. Euro 2025                                                       | -                                                                     |                                                                       |
| Totale                                                                |                                                                       | Presenze                                                              | 99                                                                    |                                                                       | Reti                                                                  | 41                                                                    |                                                                       |

## Palmarès

### Club
- Campionato belga: 5

Anderlecht: 2017-2018, 2018-2019, 2019-2020, 2020-2021, 2023-2024
- Coppa del Belgio: 1

Lierse: 2015-2016

### Nazionale
- Pinatar Cup: 1

2022

### Individuale
- Scarpa d'oro belga: 1

2020